# Streblopilum
Streblopilum là một chi rêu trong họ Brachytheciaceae.